# Thecla nigroflavus
Thecla nigroflavus är en fjärilsart som beskrevs av Johann August Ephraim Goeze. Thecla nigroflavus ingår i släktet Thecla och familjen juvelvingar. Inga underarter finns listade i Catalogue of Life.